# 펑화구

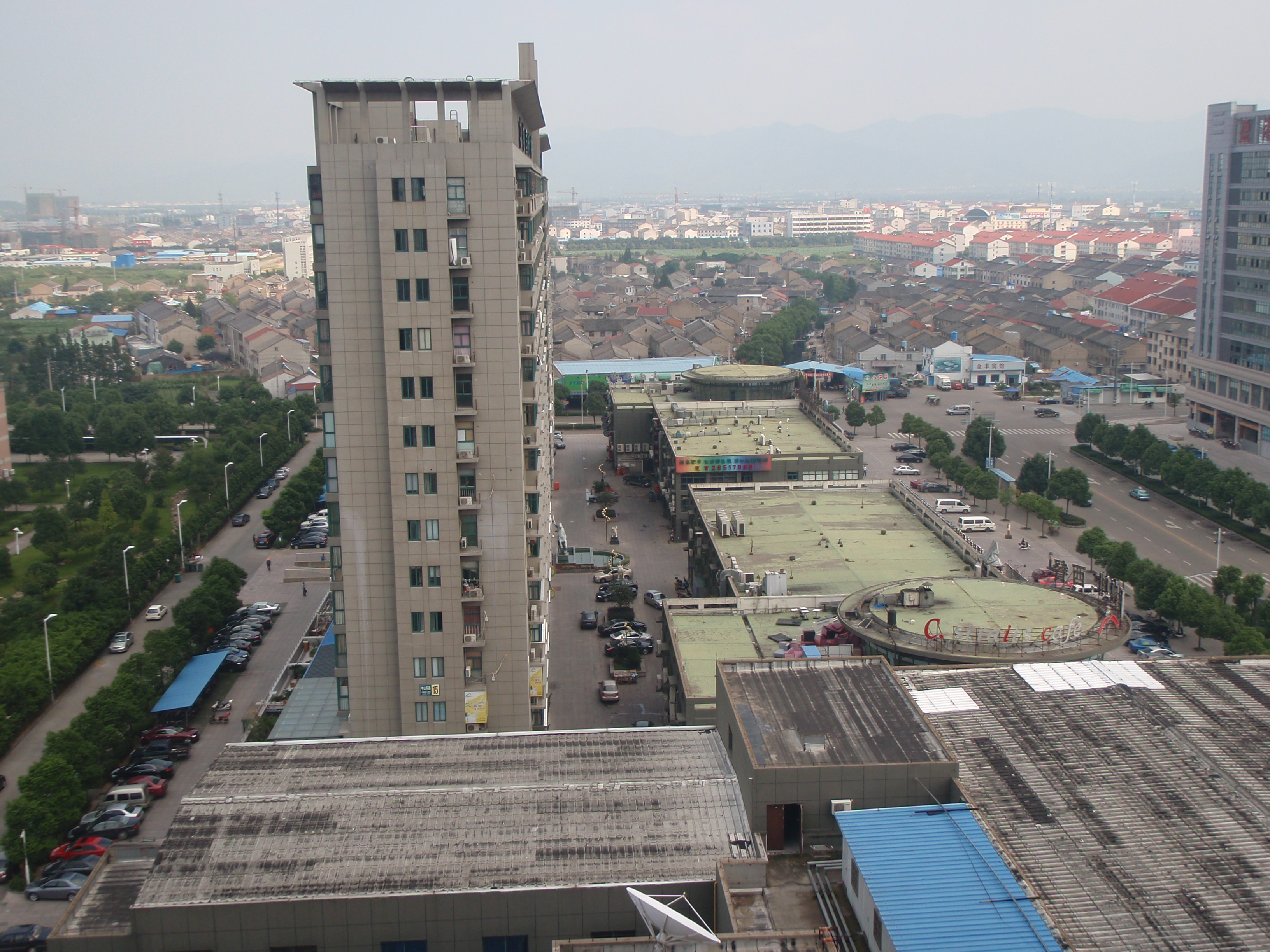

펑화구( 중국어: 奉化区, 병음: Fènghuà Qū)는 중화인민공화국 저장성 닝보시의 현급 행정구역이다. 넓이는 1253 km2이고, 인구는 2007년 기준으로 480,000명이다.
펑화는 예전에 중화민국의 총통이었던 장제스의 고향으로 유명하다. 지리적으로 톈타이 산맥과 쓰밍 산맥이 우뚝 솟아있다.

## 지리
연평균 기온은 16.3℃이고 연평균 강수량은 1350~1600mm이다. 연 일조량은 1850시간이고 무상 기일은 232일이다.

### 기후
| Fenghua (1981−2010)의 기후                     | Fenghua (1981−2010)의 기후 | Fenghua (1981−2010)의 기후 | Fenghua (1981−2010)의 기후 | Fenghua (1981−2010)의 기후 | Fenghua (1981−2010)의 기후 | Fenghua (1981−2010)의 기후 | Fenghua (1981−2010)의 기후 | Fenghua (1981−2010)의 기후 | Fenghua (1981−2010)의 기후 | Fenghua (1981−2010)의 기후 | Fenghua (1981−2010)의 기후 | Fenghua (1981−2010)의 기후 | Fenghua (1981−2010)의 기후 |
| 월                                             | 1월                        | 2월                        | 3월                        | 4월                        | 5월                        | 6월                        | 7월                        | 8월                        | 9월                        | 10월                       | 11월                       | 12월                       | 연간                       |
| ---------------------------------------------- | -------------------------- | -------------------------- | -------------------------- | -------------------------- | -------------------------- | -------------------------- | -------------------------- | -------------------------- | -------------------------- | -------------------------- | -------------------------- | -------------------------- | -------------------------- |
| 역대 최고 기온 °C (°F)                         | 27.0 (80.6)                | 31.0 (87.8)                | 33.6 (92.5)                | 36.1 (97.0)                | 37.6 (99.7)                | 38.3 (100.9)               | 41.1 (106.0)               | 41.6 (106.9)               | 36.9 (98.4)                | 35.1 (95.2)                | 30.3 (86.5)                | 26.1 (79.0)                | 41.6 (106.9)               |
| 일평균 최고 기온 °C (°F)                       | 9.5 (49.1)                 | 11.2 (52.2)                | 15.0 (59.0)                | 21.0 (69.8)                | 25.8 (78.4)                | 28.6 (83.5)                | 33.2 (91.8)                | 32.4 (90.3)                | 28.1 (82.6)                | 23.6 (74.5)                | 18.3 (64.9)                | 12.5 (54.5)                | 21.6 (70.9)                |
| 일일 평균 기온 °C (°F)                         | 5.2 (41.4)                 | 6.8 (44.2)                 | 10.3 (50.5)                | 15.8 (60.4)                | 20.8 (69.4)                | 24.3 (75.7)                | 28.5 (83.3)                | 27.9 (82.2)                | 23.9 (75.0)                | 18.8 (65.8)                | 13.3 (55.9)                | 7.3 (45.1)                 | 16.9 (62.4)                |
| 일평균 최저 기온 °C (°F)                       | 1.8 (35.2)                 | 3.3 (37.9)                 | 6.7 (44.1)                 | 11.8 (53.2)                | 17.0 (62.6)                | 21.1 (70.0)                | 25.0 (77.0)                | 24.7 (76.5)                | 20.6 (69.1)                | 14.8 (58.6)                | 9.0 (48.2)                 | 3.1 (37.6)                 | 13.2 (55.8)                |
| 역대 최저 기온 °C (°F)                         | −7.7 (18.1)                | −5.7 (21.7)                | −4.6 (23.7)                | −1.1 (30.0)                | 7.6 (45.7)                 | 12.4 (54.3)                | 18.2 (64.8)                | 18.0 (64.4)                | 11.2 (52.2)                | 0.8 (33.4)                 | −3.6 (25.5)                | −8.3 (17.1)                | −8.3 (17.1)                |
| 평균 강수량 mm (인치)                          | 69.4 (2.73)                | 75.0 (2.95)                | 131.2 (5.17)               | 110.7 (4.36)               | 114.8 (4.52)               | 198.8 (7.83)               | 173.7 (6.84)               | 190.2 (7.49)               | 207.1 (8.15)               | 81.1 (3.19)                | 72.3 (2.85)                | 51.2 (2.02)                | 1,475.5 (58.1)             |
| 평균 상대 습도 (%)                             | 77                         | 77                         | 77                         | 76                         | 77                         | 83                         | 80                         | 81                         | 84                         | 80                         | 78                         | 75                         | 79                         |
| 출처: China Meteorological Data Service Center |                            |                            |                            |                            |                            |                            |                            |                            |                            |                            |                            |                            |                            |

## 역사
펑화는 당나라 때 밍저우에 속하는 현으로써 설치되었다. 송나라 때 북쪽에서의 이주가 급격히 증가하였고 여진족에 의해 중국 북부가 점령당했을 때 최고조에 이르렀다. 1129년에 펑화는 남송 고종을 추격하는 여진족 기병대의 습격을 받았다. 지역 의용군은 샤오왕먀오(蕭王廟)에서 침입군과 맞서 싸웠다.
제국의 후반기에 북쪽 인 현(鄞县)의 농업 지역 사회와 남쪽의 산을 기반으로 한 지역 사회 간의 교역소가 이곳에 세워졌다. 곡물을 교환하기 위해 산지 사람들의 대나무, 목재와 차와 담배 같은 현금 작물들을 매매했다. 펑화 동쪽의 샹산 주변에는 몇 개의 어촌 사회가 존재했다.
19세기에는 급격한 변화가 일어났다. 아편 전쟁 때 영국군은 해안의 경제를 황폐화시켰다. 이 무렵에 많은 펑화인들이 신흥 도시인 하얼빈이나 웨이하이, 상하이로 이주했다. 1920년대 들어 그들은 펑방(奉幫)이라고 알려진 상하이 번화가의 지배적인 재봉사들로써 유명해졌다. 그러나 펑화 출신의 가장 유명한 이민자는 국민당의 지도자이자 예전에 중화민국의 총통이었던 장제스이다. 장제스의 가족들은 원래 펑화 현의 서쪽에 위치한 시커우(溪口) 진의 소금 상인이었다.

## 산업
오늘날 펑화의 경제는 경공업과 소규모의 농업이 중심을 이루고 있다. 펑화는 중국에서 널리 알려진 브랜드인 로몬을 포함한 우수한 의복과 방직 공장들이 있다. 이곳은 또한 중국의 선도적인 모바일 폰 제조업체인 닝보 버드의 광대한 공업 시설이 있는 곳이다. 닝보 항은 펑화를 급성장하는 상하이 경제권에 더욱 통합시킬 것이고 펑화의 외국인 투자 유치는 계속 증가할 것이다.

## 행정 구역
5개 가도, 6개 진을 관할한다.
- 가도: 锦屏街道, 岳林街道, 江口街道, 西坞街道, 萧王庙街道.
- 진: 溪口镇, 尚田镇, 莼湖镇, 裘村镇, 大堰镇, 松岙镇.